# Akátky

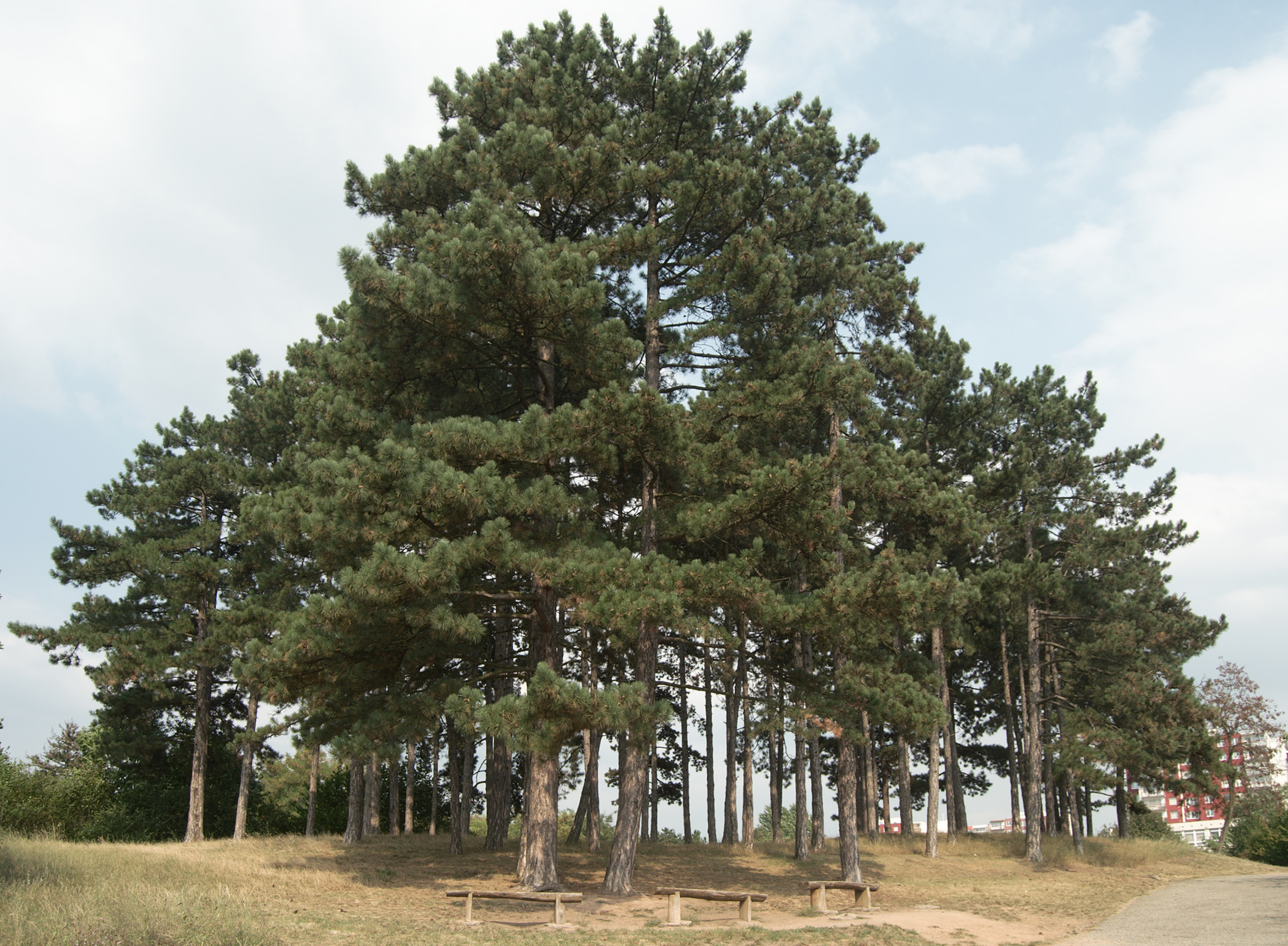
Skupina borovic na okraji vinohradské části Akátek

Akátky jsou lesopark o rozloze 20,65 ha, rozkládající se v brněnském katastrálním území Židenice, převážně na severovýchodním okraji území městské části Brno-Židenice, malou částí však zasahuje i na území sousední městské části Brno-Vinohrady.
V lesoparku se vyskytuje smíšená listnatá i jehličnatá vegetace. Lesopark využívají k procházkám obyvatelé obou městských částí, kteří zde nacházejí občerstvení v restauraci Sherwood, nacházející se ve střední části lesoparku.